# Lupus érythémateux disséminé
Pour les articles homonymes, voir Lupus et LED.
 Mise en garde médicale
Le lupus érythémateux systémique (LES), anciennement appelé « lupus érythémateux disséminé », appellation encore présente dans le langage courant, est une maladie systémique auto-immune chronique, de la famille des connectivites, c'est-à-dire touchant les organes du tissu conjonctif, qui se manifeste différemment selon les individus. L'adjectif associé est « lupique ».

## Nom de l'affection
Contrairement à ce que l'on pourrait penser, le nom de cette maladie ne vient pas de l'aspect classique des lésions dermatologiques de la région faciale en masque de loup (en latin : lupus) vénitien (lésion érythémateuse s'étendant de la racine du nez vers les pommettes en forme d'aile de papillon) car cette maladie porte le nom de lupus depuis le Moyen Âge, alors que le masque porte ce nom seulement depuis le XVIIe siècle.
Le lupus tient son nom de ce que cette maladie était considérée uniquement sous son aspect de « maladie tuberculeuse de la peau », et, ainsi, comme un ulcère qui rongerait la face, et bien souvent de manière létale, tel un loup (en latin : lupus).

## Épidémiologie
Dix femmes sont touchées pour un homme. Sa prévalence est d'environ 40 cas pour 100 000 habitants en Europe (en France de 47 cas pour 100 000). Elle est cinq fois plus élevée chez les personnes d'origine africaineet plus sévère.
Le lupus touche principalement la jeune femme de 20 à 40 ans. Il est exceptionnel avant l'âge de 5 ans.

## Causes et facteurs favorisants
La cause (ou les causes en cas d'effet synergique) reste souvent inconnue. Cependant, plusieurs facteurs favorisants (exogènes et endogènes) sont aujourd'hui bien identifiés.
- Facteurs exogènes :
  - l'exposition au Soleil (plus particulièrement aux rayons ultraviolets) est un facteur typique favorisant des poussées de la maladie ;
  - certains médicaments (procaïnamide, quinidine, hydralazine) peuvent donner des syndromes lupiques se limitant à des atteintes articulaires et cutanées. Ainsi que la terbinafine, les anti-TNF, les anti-épileptiques, et les inhibiteurs de la pompe à proton[6] ;
  - l'exposition (par inhalation) à des particules fines de silice, également souvent impliquées dans d'autres formes de lupus ou de maladies auto-immunes[7] ;
  - une infection récente par le virus d'Epstein-Barr pourrait jouer un rôle dans le déclenchement de la maladie[8], possiblement en raison de la ressemblance entre certains antigènes du virus et la cible de certains auto-anticorps[9] ;
  - des substances naturelles comme la curcumine à forte dose (30 mg·kg-1) aggravent expérimentalement chez les souris les pathologies du système nerveux central induites par un lupus érythémateux disséminé[10].
- Facteurs endogènes : il existe également des facteurs génétiques à cette maladie. Il y a une concordance chez les vrais jumeaux près de quatre fois supérieure aux faux jumeaux[11]. De même, certains groupes HLA sont plus fréquemment retrouvés[3]. La présence d'une mutation sur un certain nombre de gènes semble contribuer à l'apparition de la maladie. Ainsi des mutations sur les gènes IRF5, ITGAM, STAT4, BLK, BANK1, PDCD1, PTPN22, TNFSF4, TNFAIP3, SPP1[12], TNIP1, PRDM1, JAZF1, UHRF1BP1 et IL10[13]  ainsi que des déficits en plusieurs facteurs du système du complément (C1q, C4 et C2) ont été identifiés. L'atteinte de certains de ces gènes a été liée à d'autres maladies et il est probable que l'apparition d'un lupus nécessite l'atteinte de plusieurs gènes en plus d'un facteur exogène[14].

## Mécanisme de la maladie
Le lupus érythémateux systémique est principalement une maladie auto-immune attaquant le tissu conjonctif du corps, présent dans tout l'organisme : peau, yeux, tendons, muscles, organes, etc. Des anticorps spécifiques de « molécules du soi » sont produits par le système immunitaire de l'individu malade. Ces molécules reconnues anormalement comme étrangères sont issues :
- des nucléosomes ;
- des splicéosomes (utiles dans l'épissage alternatif) ;
- d'un complexe ribonucléoprotéique cytoplasmique.

Ces entités cellulaires sont présentes chez la quasi-totalité des cellules et par conséquent susceptibles d'être détectées lorsqu'une cellule est lysée. Cela conduit en retour à la destruction d'autres cellules environnantes, provoquant ainsi les symptômes évoqués et faisant la gravité de la maladie.
Les raisons de la prédominance féminine nette de la maladie ne sont pas claires même s'il existe une composante et influence hormonale.

## Description
Complexe et polymorphe, on distingue plusieurs phases pour cette affection :
- des signes avant-coureurs (qui ne sont jamais identifiés comme annonçant un lupus car trop peu spécifiques) : fièvre, malaises, fatigue, douleur musculaire ;
- commencement articulaire ou cutané (parfois les deux) : on peut observer une polyarthrite dans le premier cas et un érythème facial (typique, en « aile de papillon » ou « vespertilio » ou « masque de loup ») dans le second ;
- par la suite (une rémission est possible entretemps), peuvent apparaître diverses complications :
  - atteinte glomérulaire : les plus fréquentes sont les atteintes de type III (glomérulonéphrite proliférative segmentaire et focale), et celles de type IV (glomérulonéphrite proliférative diffuse) qui sont un des critères de gravité de la maladie,
  - atteinte du système nerveux central : manifestations neurologiques causées par la formation de lésions cérébrales démyélinisantes (convulsions, comitialité, paresthésies, fourmillements), perte de sensibilité des membres, etc. ou troubles psychiatriques (psychoses)[15],
  - problèmes cardiovasculaires : on trouve des péricardites (très corticosensibles), une association fréquente au syndrome des antiphospholipides (SAPL), des endocardites fibreuses aseptiques de Libman-Sacks (liées au SAPL), des myocardites, mais aussi une augmentation de la prévalence de la maladie athéromateuse par rapport à la population générale[16],[17],[18],
  - de nombreux autres signes cliniques, plus rares, peuvent être retrouvés : alopécie, purpura thrombopénique auto-immun, syndrome de Raynaud, pleurésie.

Le LES est une maladie souvent confondue avec d'autres à cause de sa tendance à « mimer » les symptômes de nombreuses pathologies. Il s'agit d'un cas d'école de diagnostic différentiel, à cause de la variété des symptômes de cette pathologie et de leur tendance à évoluer de manière imprévisible.
Les troubles auditifs ne sont pas rares : certaines études ont mis en évidence que 40 % des patients sont atteints d'acouphènes et 25,7 % d'hyperacousie.
La maladie est associée à un risque accru de dissection de l'artère cervicale.

### Critères de classification de l'American College of Rheumatology
Ces critères ont été établis en 1971, révisés en 1982 et en 2019. Quatre critères sont nécessaires sur les onze possibles, avec une sensibilité et une spécificité de 96 %.
- Rash malaire en « aile de papillon » : éruption cutanée érythémateuse au niveau des joues, dit en masque de loup de Venise.
- Lupus discoïde.
- Photosensibilité.
- Ulcérations orales ou nasopharyngées.
- Arthrite non érosive touchant au moins 2 articulations périphériques.
- Épanchement :
  - pleurésie ;
  - péricardite.
- Atteinte rénale :
  - protéinurie > 0,5 g/jour ou ;
  - cylindrurie.
- Atteinte neurologique :
  - épilepsie ;
  - psychose.
- Anomalie hématologique : 
  - anémie hémolytique ou ;
  - leucopénie < 4 000 constatée à deux reprises ou ;
  - lymphopénie < 1 500 constatée à deux reprises ou ;
  - thrombocytopénie < 100 000 en l'absence de médicaments cytopénisants.
- Désordre immunologique :
  - anti-ADN natif ou ;
  - anti-Sm ou ;
  - anticorps antiphospholipides :
    - fausse sérologie syphilitique constatée à 2 reprises en 6 mois,
    - anticoagulant circulant de type lupique,
    - titre anormal d’anticorps anticardiolipine en IgG ou IgM.
- Anticorps antinucléaires (en l’absence de médicaments inducteurs).

L'utilisation de ces critères pour poser un diagnostic du lupus manque de sensibilité et de spécificité lors des manifestations initiales de la maladies, ceci a été évalué dans plusieurs études de suivi (spécificité entre 50 % et 90 % en fonction des études),. En effet, un patient présente rarement les quatre critères diagnostiques d'emblée et ceux-ci peuvent mettre plusieurs années à apparaître (La spécificité mesurée au terme de ces études est d'environ 96 %).

## Diagnostic différentiel
Il se fait d'abord avec les autres formes cliniques de lupus :
- lupus érythémateux chronique (dit LEC) qui regroupe les lupus discoïde, tumidus, et profond (ou panniculite) ;
- lupus érythémateux (cutané) aigu (LEA ou LECA) ;
- lupus érythémateux (cutané) subaigu (LES ou LECS).

Le lupus érythémateux disséminé peut aussi s'apparenter aux autres maladies connectives auto-immunes, avec lesquelles il est parfois couplé : sclérodermie, Syndrome de Goujerot-Sjögren, etc.
Maladie dite « polymorphe » d'expressions variées, le lupus systémique peut aussi « mimer » d'autres maladies comme la sclérose en plaques lorsque son atteinte devient neurologique, ou mimer des maladies organiques lorsqu'il est localisé sur un organe ou un système.
À noter qu'il a été constaté que les patients souffrant du LES sont souvent atteints d'insuffisances touchant les organes du système endocrinien pendant une poussée. Enfin, la poussée lupique peut être accompagnée de neuropathies optiques (soit simultanées, soit postérieures), comme dans les cas de sclérose en plaques, maladie avec laquelle elle partage un certain nombre de symptômes dans sa forme neurologique, caractérisée par l'apparition de lésions cérébrales démyélinisantes (la gaine des nerfs est attaquée), de formes ovoïdes et en position périventriculaire.

## Traitement
La prise en charge du lupus a fait l'objet de la publication de recommandations. Celles de l'« European Alliance of Associations for Rheumatology » datent de 2023.
La molécule de référence est l'hydroxychloroquine (Plaquenil), avec une action anti-inflammatoire et antalgique. Il permet une réduction de moitié de la mortalité. Son principal effet indésirable est sa toxicité oculaire (maculopathie en œil de bœuf avec dyschromatopsie bleu-jaune), ce qui la contre-indique en cas de rétinopathie. Cet effet secondaire est toutefois rare, n'atteignant que 2 % de la population traitée pendant plus de 10 ans.
Les glucocorticoïdes sont utilisés dans les formes viscérales et pour réduire les sympômes, puis divers immunosuppresseurs, dont le rituximab, anticorps monoclonal anti-lymphocyte B, permettant de réduire l'utilisation des corticoïdes.
L'anifrolumab permet de réduire l'atteinte cutanée et de diminuer les doses de corticoïdes.
Le belimumab, un anticorps monoclonal ciblant une cytokine nommée BAFF, ayant un rôle essentiel pour la survie des lymphocytes B, semble être prometteur dans cette maladie et maintenant, il est utilisé pour la forme rénale de cette maladie, spécialement dans les cas réfractaires.

### Pistes thérapeutiques
La maladie est due à une surproduction d'interféron libéré par les cellules dendritiques plasmacytoïdes en réaction à la présence d'ARN étranger. Certaines molécules, comme l'histamine, bloquent cette production en occupant le récepteur membranaire CXCR4. Des essais cliniques devraient commencer en 2021 avec la molécule IT1t (mise au point contre le sida) qui aurait prouvé son efficacité sur modèle murin,,.

## Pronostic
La maladie était encore mortelle dans les années 1950.
La survie atteint actuellement plusieurs décennies dans la majeure partie des cas (le taux de survie à 10 ans est d'environ 93 %).
Les formes cutanéo-articulaires sont a priori bénignes tandis que les formes avec atteintes neurologiques ou viscérales sont plutôt des formes graves.
Un lupus à début pédiatrique, chez un sujet à peau noire ou de sexe masculin est plus sévère.
Le risque de complications cardio-vasculaires est multiplié par 2 ou 3 par rapport à une population non atteinte.
Le risque de survenue d'un cancer est augmenté d'un quart.
Les causes de décès sont essentiellement infectieuses et lupiques dans un premier temps, cardiaques et cérébrales pour les lupus plus âgés.

## Divers
Le code  de cette maladie dans la classification internationale des maladies dans sa dixième version (CIM-10) est : M32.
Chaque épisode de la série TV Dr House tourne autour d'un problème de santé difficile à identifier et vient très souvent le moment où l'un des médecins de l'équipe du docteur House envisage la possibilité que ce soit un lupus. Et pourtant, chaque fois c'est autre chose (excepté dans l'épisode 8 de la saison 4 : « I finally got my lupus » (« Enfin un vrai lupus »), triomphe House lorsqu'il découvre que son patient est atteint de cette maladie).
Dans les épisodes de la série The Shield, le personnage du capitaine Claudette Wyms souffre d'un lupus. Des références à son traitement, ses symptômes et sa lente dégradation sont régulièrement abordés tout au long des différentes saisons.
La journée mondiale du Lupus se déroule le 10 mai.

## Personnalités atteintes de lupus
- Le poète Rémy de Gourmont fut atteint d'un lupus. Sa timidité l'incita pendant des années à se cloîtrer.
- Seal, auteur-compositeur-interprète britannique, en est atteint. Le chanteur a confirmé avoir la maladie à la suite des nombreuses rumeurs qui ont circulé au sujet de ses cicatrices[42].
- Michael Jackson était atteint de lupus érythémateux disséminé et de vitiligo[43]. Diagnostiqué en 1986, et confirmé par son dermatologue, le Dr Arnold Klein, qui a présenté des documents légaux lors d'une audience devant les tribunaux.
- Toni Braxton est une chanteuse de RnB américaine, auteur-compositeur et actrice[44].
- Kelle Bryan, membre du groupe de musique britannique Eternal, a commencé à développer des symptômes en 1999[45].
- Elaine Paige est une chanteuse, actrice et animatrice de radio anglaise[46].
- La Britannique qui avait inspiré la chanson Lucy in the Sky with Diamonds, Lucy O'Donnell, est décédée d'un lupus le 22 septembre 2009, à 46 ans[47].
- Le producteur de Hip-Hop J Dilla succombe à cette maladie le 10 février 2006, à l'âge de 32 ans[48].
- Ray Walston est un acteur américain mort des complications d'un lupus érythémateux disséminé en 2001 après six ans de bataille contre la maladie[49].
- Hugh Gaitskell est un homme politique britannique membre du Parti travailliste, né le 9 avril 1906 à Londres et décédé des complications d'un lupus érythémateux disséminé en 1963 à l'âge de 56 ans[50].
- Ferdinand Marcos fut le 10e président de la République des Philippines. Il est mort des complications d'un lupus érythémateux disséminé en 1989[51].
- Flannery O'Connor est une écrivaine américaine, morte des complications de la maladie en 1964[52].
- Donald Byrne fut l'un des meilleurs joueurs d'échecs des États-Unis dans les années 1950 et 1960. Il meurt en 1976 des suites de complications de la maladie[53].
- Tim Raines est un ancien joueur étoile des Ligues majeures de baseball[54].
- Maurissa Tancharoen, actrice et scénariste américaine[55].
- Assarhaddon, roi d'Assyrie de -680 à -669, en aurait souffert et en serait mort, hypothèse rapportée par Jean Bottéro[56].
- Clément V, pape de 1305 à 1314, mourut dans les souffrances de l’horrible mal appelé lupus[57].
- Selena Gomez, chanteuse, actrice et productrice américaine[58],[59].
- Ane Brun, autrice-compositrice-interprète norvégienne : se sachant atteinte d'un lupus depuis l'âge de 22 ans, elle évoque son rapport à la maladie notamment dans sa chanson « These Days » qui ouvre son album de 2011 It All Starts With One[60],[61].
- Julee Cruise, chanteuse des films de David Lynch et de la série Twin Peaks[62]